# Comuna Gălbinași, Călărași
Gălbinași (în trecut, Lămotești-Gălbinași) este o comună în județul Călărași, Muntenia, România, formată numai din satul de reședință cu același nume.

## Așezare
Comuna se află în vestul județului, pe malul stâng al Dâmboviței. Este traversată de șoseaua județeană DJ301, care o leagă spre sud de Vasilați și Budești (unde se termină în DN4) și spre nord de Plătărești, Fundeni și mai departe în județul Ilfov de Cernica și Pantelimon (unde se intersectează cu DNCB și se termină în DN3). Prin comună trece și calea ferată București-Oltenița, pe care este deservită de stația Gălbinași.

## Demografie
Componența etnică a comunei Gălbinași
     Români (73,97%)
     Romi (17,98%)
     Alte etnii (8,05%)
Componența confesională a comunei Gălbinași
     Ortodocși (88,5%)
     Penticostali (3,02%)
     Alte religii (0,35%)
     Necunoscută (8,13%)
Conform recensământului efectuat în 2021, populația comunei Gălbinași se ridică la 3.704 locuitori, în scădere față de recensământul anterior din 2011, când fuseseră înregistrați 3.772 de locuitori. Majoritatea locuitorilor sunt români (73,97%), cu o minoritate de romi (17,98%). Din punct de vedere confesional, majoritatea locuitorilor sunt ortodocși (88,5%), cu o minoritate de penticostali (3,02%), iar pentru 8,13% nu se cunoaște apartenența confesională.

## Politică și administrație
Comuna Gălbinași este administrată de un primar și un consiliu local compus din 13 consilieri. Primarul, Paul Radu[*], de la Partidul Social Democrat, este în funcție din 2012. Începând cu alegerile locale din 2024, consiliul local are următoarea componență pe partide politice:
|  | Partid                          | Consilieri | Componența Consiliului | Componența Consiliului | Componența Consiliului | Componența Consiliului | Componența Consiliului | Componența Consiliului | Componența Consiliului |
|  | ------------------------------- | ---------- | ---------------------- | ---------------------- | ---------------------- | ---------------------- | ---------------------- | ---------------------- | ---------------------- |
|  | Partidul Social Democrat        | 7          |                        |                        |                        |                        |                        |                        |                        |
|  | Partidul Național Liberal       | 5          |                        |                        |                        |                        |                        |                        |                        |
|  | Alianța pentru Unirea Românilor | 1          |                        |                        |                        |                        |                        |                        |                        |

## Istorie
La sfârșitul secolului al XIX-lea, comuna purta numele de Lămotești-Gălbinași, făcea parte din plasa Negoiești a județului Ilfov și avea în compunere satele Gălbinași, Lămotești, Moara Nouă și Ștefăneasca, având 1434 de locuitori ce trăiau în 258 de case și 14 bordeie. În comună funcționau două biserici (la Gălbinași și Lămotești), o școală mixtă și o moară de apă. În 1925, conform Anuarului Socec din acel an, comuna avea în plus și satul Petrichioaia și făcea parte din plasa Budești, având în total 1884 de locuitori, iar în 1931 satele ei componente erau Lămotești, Gălbinași, Moara Nouă și Popești.
În 1950, comuna a trecut la raionul Oltenița din regiunea București. În 1968, ea a revenit la județul Ilfov, reînființat, cu numele de Gălbinași, satul Gălbinași absorbind toate celelalte sate; comuna a fost imediat însă desființată, satul Gălbinași fiind inclus în comuna Vasilați. Comuna Gălbinași a fost reînființată în anul 2005.

## Personalități născute aici
- Gheorghe Lungu (n. 1962), cetățean

## Monumente istorice
Singurul obiectiv din comuna Gălbinași inclus în lista monumentelor istorice din județul Călărași este biserica „Sfinții Împărați Constantin și Elena” din fostul sat Lămotești, aflată în extremitatea nordică a satului Gălbinași, pe marginea terasei Dâmboviței. Clasificată ca monument de arhitectură, biserica datează din 1846.